# Podarcis hispanicus
Podarcis hispanicus är en ödleart som beskrevs av  Franz Steindachner 1870. Podarcis hispanicus ingår i släktet Podarcis och familjen lacertider. IUCN kategoriserar arten globalt som livskraftig. Inga underarter finns listade i Catalogue of Life.